# إسماعيل في الإسلام
إِسْمَـٰعِيلُ بْنُ إبْرَٰهِمَ أو إِسْمَاعِيْلُ بْنُ إِبْرَاهِيْمَ  هو نبيٌّ من أنبياءِ اللّه، وأنبياءِ العرب، ورسولٌ أُرسِلَ إلى مكّة. يُعتَبر من أجدادِ النَّبي مُحمَّد ﷺ.

## حَياته في القُرآن

### الوِلادة والصِّغَر

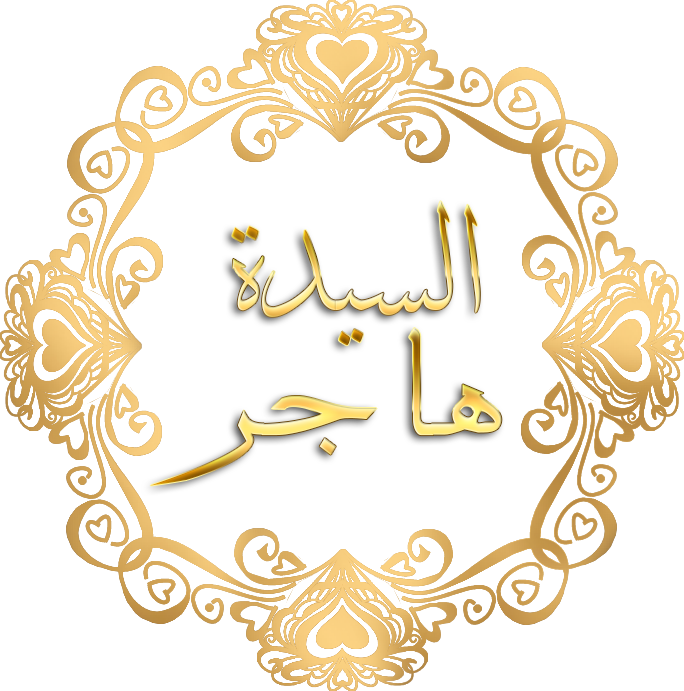
إطارٌ مُخطَّطٌ على اسمِ هاجَر والدةِ إسماعيل.

خرجَ إبراهيم من بابل رُفْقَةَ زوجته سارة وابن أخيه لوط، بعد ما لقيَّ من قومهِ من العدوانِ وصدِّهم لدعوتهِ إلى عبادةِ اللّه، فرحلَ إلى بلادِ الشَّام ومكث فيها، ثم أصابَ الشّامَ قحطٌ فرحلَ مع زوجته إلى مِصر. وكان ملك مصر يأخذ النساءَ حسناوات المظهر، وإن كنَّ متزوجات يقتل أزواجهن. فلما سمعَ عن قدومِ إبراهيم مع زوجته سارة ذات المظهرِ الحسن، أرادها أن تكونَ مِلْكَهُ، فاستدعى إبراهيم يسأله عن علاقته بها، فأجابه «أختي» كي لا يقتله، فلما انتهىٰ الملك من سؤال إبراهيم، استدعى سارة، وقبل دخولها على الملك، أخبرَها إبراهيم بما حصل له مع الملك وأن لا تكذِّبه فيما قال أنها أخته (وهي أخته في الدين). دخلت سارة على الملك وأراد بها شرًا فمد يده عليها فعصمها اللَّه من شرِ الملك، فكلما مدَُ يده على سارة يُخْنَق ويطلبُ منها الدُّعاء لربها من أجل زوالِ الألم، وأعادها ثلاث مرات حتى ظنَّ أنها شيطان، فأمرَ بإخراجها وإعطائها جارية تُسمى «هاجَر» وعاد إبراهيم وزوجته وجاريتها إلى الشّام.
كانت سارة عاقرة، فأشارت على إبراهيم أن يتزوج هاجر وينجب منها ولدًا، ففعل، وأنجبت له «إسماعيلَ». وبعد ولادته، أمرَ اللَّهُ إبراهيم أن يأخذ هاجر وإسماعيل ويتركهما عند البيت الحرام بمكة، ففعل، وعند عودته إلى الشّام نادته هاجر: «أين تذهب وتتركنا؟» مرارًا، لكنه لا يجيبها، فسألته: «آللّه أمرك بهذا؟»، فأجابها: «نعم» فقالت: «إذن لن يضيعنا»، وعادت إلى إسماعيل لتعيش بمكة،

### زَمزَم وجُرهُم
لم يكن حينها في مكّة ماءٌ ولا زرعٌ ولا إنسٌ ولا شيء غيرُ أساس البيت الحرام، وإسماعيل طفل رضيع محتاج للطعامِ والماء، فبدأت هاجر في البحثِ عن الماء، فصعدت جبل الصَّفا ثم صعدت جبل المروة سبع مرات لعلها تجد ماءً، ولكنها لم تجد شيئًا، فبعثَ اللّهُ ملاكًا إلى مكانِ زمزم، فضرب الأرض بجناحه، فخرجَ ماءُ زمزم، فشربت هاجر من الماء وأسقت ابنها إسماعيل، وبشرها الملاك أنّ إسماعيل وإبراهيم سيكملان بناء الكعبة، وفي الجوار غير بعيد قبيلةُ جُرْهُم رأت الطُّيور تهبط على مكانٍ معين فعلموا أنّ هذا المكان به ماء وطعام، فلما ذهبوا رأوا هاجر وابنها إسماعيل وماء زمزم، فستأذونوا منها أن يسكنوا معها ويشربون من الماء فأذنت لهم.

### مَنامُ إبْراهيم والكَعْبة
كبر إسماعيل وتعلم اللُّغة العربيّة من جُرهُم وتزوج منهم، وكان إسماعيل يعمل مع والده ويقضي أغلب وقته معه، وكان إبراهيم يحب ابنه فأرادَ اللّه أن يختبرَ صبر إبراهيم، فأراهُ في المنام أن يذبحَ ولده، كما أراد أن يختبرَ صبر إسماعيل في مسألةِ الذَّبح. فلما أخبر إبراهيم ولده إسماعيل بما رأى، امتثلَ إسماعيل لأوامرِ اللّه وحث والده على ذبحهِ، سُرَّ إبراهيم بمساعدة ابنه في تنفيذ الأمر الإلهي، فأخذ السكين وأجراها على عنق إسماعيل فلم تؤثر عليه، وقد رحمَ اللّهُ إبراهيم على نجاحه في البلاء فأفدى ولده إسماعيل بكبشٍ فذبحه تحقيقًا للمنام، بعد النجاح في ابتلاءِ الذّبح، أمرَ اللّهُ إبراهيم برفعِ قواعد الكعبة، لتكون مقرًا للعاكفين والرّاكعين وبيتًا يأتيه النّاس من كل مكان، وساعده إسماعيل في رفع القواعد وكانا يدعوان ﴿رَبَّنَا تَقَبَّلْ مِنَّا إِنَّكَ أَنْتَ السَّمِيعُ الْعَلِيمُ ۝١٢٧﴾ [البقرة:127].

## الخِلافُ مع أهلِ الكِتاب

### الذَّبيح

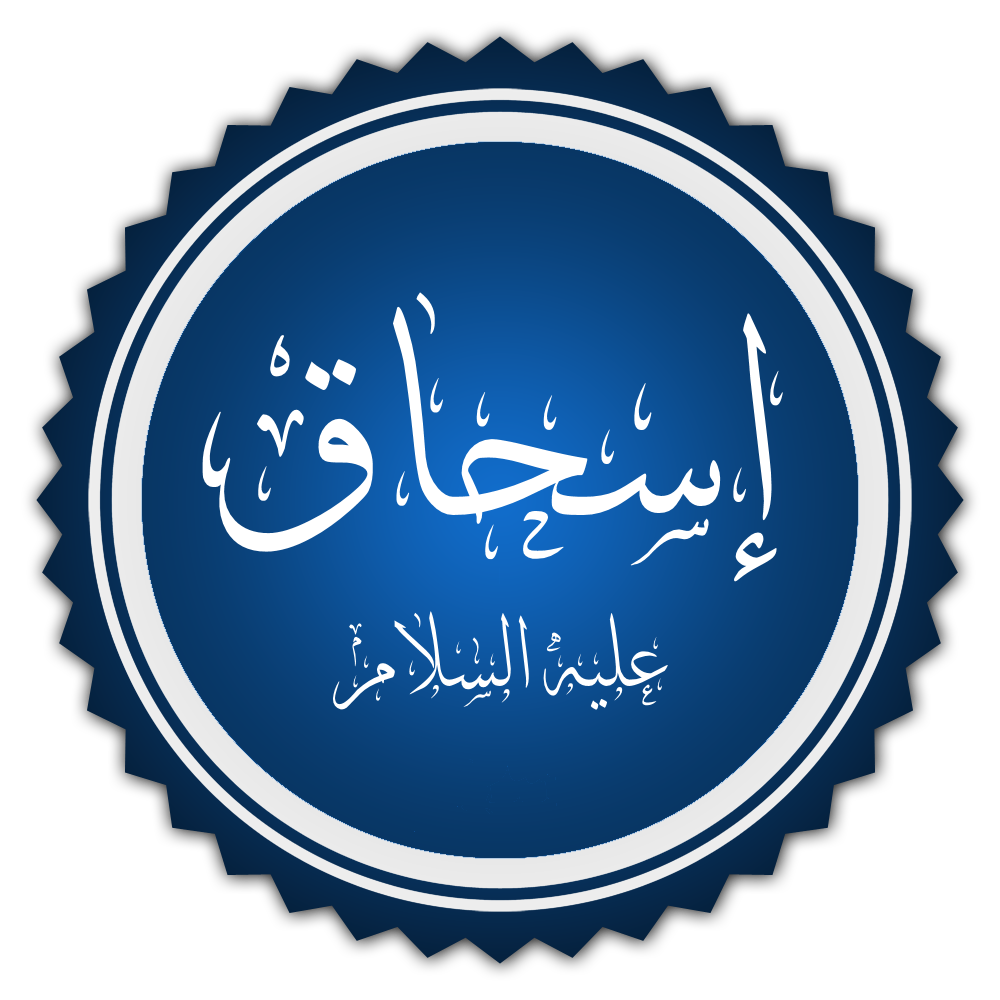
إطارٌ مُخطَّطٌ على اسمِ إسحاق بالخطِّ العربيّ.

على عكس المسلمين، يرى أهل الكتاب أنّ الذَّبيح هو إسحاق وليسَ إسماعيل. وقد اعترضَ عُلماء المسلمين على قولهم، بأنّ التّوراة تنص أنّ الذَّبيح هو إسماعيل في سفرِ التَّكوين: «خُذِ ابْنَكَ وَحِيدَكَ»[التّكوين:22:2] ولا خِلافَ بين المسلمين وأهل الكتاب أنَّ إسماعيل أكبرُ من إسحاق وكان ابن إبراهيم الوحيد قبل بشارة إسحاق، ويظن بعض المسلمين أنّ هذا التَّحريف وتنسيبَ الذّبح إلى إسحاق هو كَراهية اليهود وحقدهم لبني إسماعيل فأرادوا تنسيب الحادثة لإسحاق بدلًا من إسماعيل لينالوا شرف الحادثة.

## الفِكر

### النُّبوّة
ينصُّ القرآن أنّ إسماعيل كان رسولًا نبيًّا، أُرسِلَ إلى عرب مكة وكان يأمرهم بالصّلاة والزّكاة وله مكانةٌ عالية عند الله، حيثُ فضّله اللّه على العالمين مع بعض الأنبياء، وذكرهُ من الأخيار الذين لهم أكمل الأحوال والأعمال والأخلاق، وذكرهُ من الصّابرّين.

### العَرب العَدْنانيون
تزوجَ إسماعيل امرأةً من جُرهُم فأنجبت له اثنا عشَرَ ابناً، ويَرجِعُ أصلُ عربِ الحِجاز إلى نابت وقيدار ابنا إسماعيل. وإسماعيل هو أبو العرب المستعربة أو العرب العدنانية.

## انظُر أيضًا
الشَّخصيات
- النبي إبْراهيم
- النبي إسْحاق
- السيدة هاجَر
- السيدة سارة

أثار
- الكعبة
- حِجرُ إسْماعيل
- عيدُ الأضحىٰ

## المَراجِع

### فِهرِس المراجع
1. ↑  إسماعيل (1997)، ص. 69.
2. ↑  جمال&وفاء (1989)، ص. 30.
3. ↑  جمال&وفاء (1989)، ص. 31.
4. ↑  إسماعيل (1997)، ص. 70.
5. ↑  الكامل (2004)، ص. 20.
6. ↑  جمال&وفاء (1989)، ص. 38.
7. 1 2  الكامل (2004)، ص. 21.
8. ↑  إسماعيل (1997)، ص. 73.
9. ↑  الكامل (2004)، ص. 24.
10. ↑  إسماعيل (1997)، ص. 77.
11. ↑  إسماعيل (1997)، ص. 78.
12. ↑  الكامل (2004)، ص. 22.
13. ↑  إسماعيل (1997)، ص. 81.
14. ↑  جمال&وفاء (1989)، ص. 79.
15. ↑  عقيل (2017)، ص. 357.
16. ↑  عقيل (2017)، ص. 370-380.
17. ↑  جمال&وفاء (1989)، ص. 89.
18. ↑  إسماعيل (1997)، ص. 90.

### بَيانات المراجع
الكُتُب مُرتَّبة حَسب تاريخ النَّشر
- جمال عبد الهادي؛ وفاء محمد (1989). أَخْطَاء يَجِبْ أن تصحَّحْ في ٱلتَّاريْخ: جَزِيرَةُ ٱلعَرَب (ط. 2). دار الوفاء. ج. 2. ISBN:977-1420-49-6. OCLC:1135996757. OL:21015011M. QID:Q117498835.
- محمد بكر إسماعيل (1997)، قَصَصُ القُرْآنْ: مِنْ آدَمَ عَلَيْهِ السَّلَام إلى أصحَاب الفيل (ط. 2)، القاهرة: دار المنار، OCLC:36108224، QID:Q117303158
- هشام الكامل (2004)، خلاصة الأنباء في قصص الأنبياء، QID:Q117311509
- عقيل حسين عقيل (2017)، من وحي القرآن: إسماعيل (PDF)، القاهرة، QID:Q117705075{{استشهاد}}:  صيانة الاستشهاد: مكان بدون ناشر (link)

| إسماعيل في الإسلام |                             |            |
| سبقه لوط           | الأنبياء في الإسلام إسماعيل | تبعه إسحاق |